# Nordlig sparvduva
Nordlig sparvduva (Columbina passerina) är en mycket liten amerikansk duva som mestadels håller till på marken. Den har en mycket vid utbredning från södra USA via Västindien och Centralamerika till norra Sydamerika.

## Utseende
Nordlig sparvduva är en mycket liten duva som mäter 15,5–18 cm, med klippande vingslag och låg flykt. Fjäderdräkten är rosabeige med mörka fläckar på vingtäckarna och fjälligt utseende på bröst och hals. Den lilla näbben har skär- eller orangefärgad rot. I flykten syns rostfärgade handpennor och vita hörn på den korta stjärten. Arter som påminner om nordlig sparvduva är mexikansk sparvduva, som har mycket längre stjärt och är fjällig över hela kroppen, men saknar de mörka vingfläckarna; och rostsparvduvan som har grå näbb, omönstrad rödare fjäderdräkt och något längre stjärt.

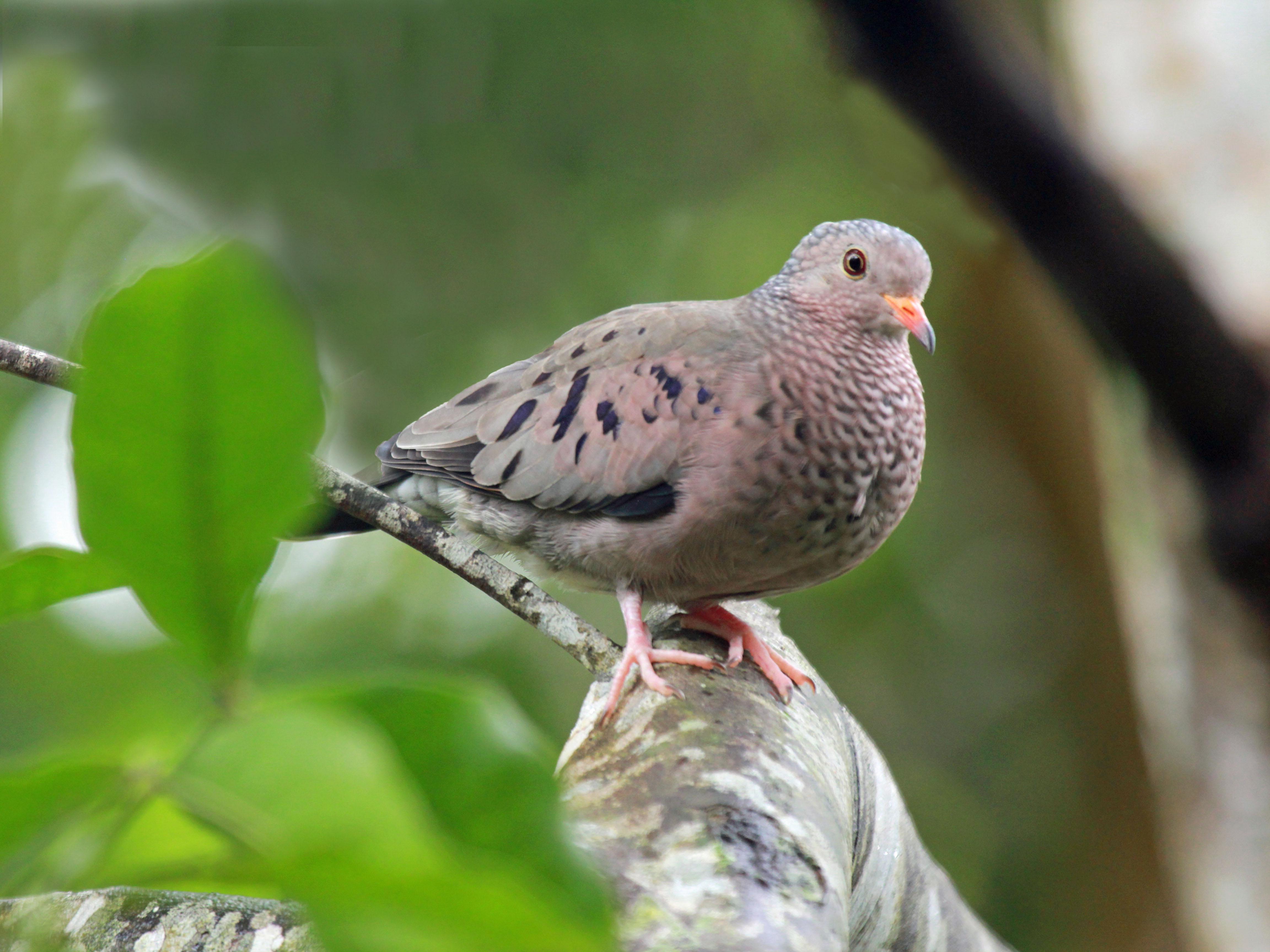
Nordlig sparvduva på Jamaica
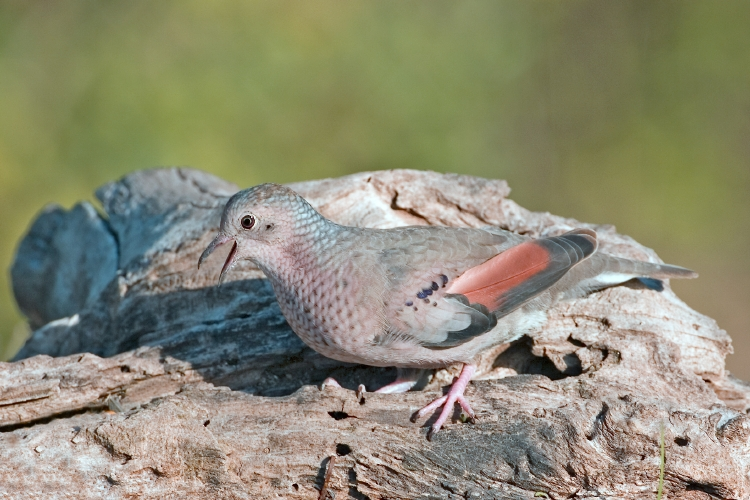
Nordlig sparvduva i Texas

## Läte
Sången består av enkla stigande "hoooip, hoooip, hoooip", levererade ungefär en gång i sekunden. Vid uppflog hörs ett skallrande ljud från vingarna, dock inte lika ljudligt och klickande som hos mexikansk sparvduva.

## Utbredning och systematik
Nordlig sparvduva delas in i hela 18 underarter med följande utbredning:
- Columbina passerina passerina – längs USA:s sydostkust, från South Carolina till sydöstra Texas
- Columbina passerina pallescens – sydvästra USA till Guatemala och Belize
- Columbina passerina socorroensis – Socorroön utanför Mexikos västkust
- Columbina passerina neglecta – Honduras till Costa Rica och Panama
- Columbina passerina bahamensis – på Bermudaöarna samt i hela Bahamas, utom de sydligaste delarna
- Columbina passerina exigua – den största ön i distriktet Inagua i södra Bahamas samt på ön Mona
- Columbina passerina insularis – Kuba, Isla de la Juventud, Caymanöarna, Hispaniola och näraliggande öar
- Columbina passerina jamaicensis – Jamaica
- Columbina passerina navassae – Navassaön sydväst om Hispaniola
- Columbina passerina portoricensis – Puerto Rico, Mona, Culebra samt på Amerikanska Jungfruöarna, utom på ön Saint Croix
- Columbina passerina nigrirostris – Saint Croix och i norra Små Antillerna
- Columbina passerina trochila – Martinique i Små Antillerna
- Columbina passerina antillarum – södra Små Antillerna, från Saint Lucia och Barbados till Grenada
- Columbina passerina albivitta – norra Colombia och norra Venezuela, samt på Nederländska Antillerna och Trinidad
- Columbina passerina parvula – i centrala Colombia, i övre delarna av Magdalenadalen
- Columbina passerina nana – västra Colombia, i Caucadalen
- Columbina passerina quitensis – centrala Ecuador, från floden Guayllabamba till Riobamba
- Columbina passerina griseola – sydligaste Venezuela till Guyanaregionen och östra Brasilien

Underarten[förklaring behövs] inkluderas ofta i insularis medan populationen på ön Ile de la Tortue utanför nordvästra Hispaniola urskiljs som underarten umbrinus.

## Levnadssätt
Nordlig sparvduva förekommer i buskage och undervegetation på sandig jord. Där uppträder enstaka eller i smågrupper och födosöker på marken, på jakt efter frön. Häckningstiden varierar efter födotillgång.

## Status och hot
Arten har ett stort utbredningsområde och en stor population uppskattad till elva miljoner vuxna individer. De senaste 40 åren har arten minskat något i Nordamerika, men utvecklingen verkar ha stabiliserats sedan mitten av 1980-talet. Internationella naturvårdsunionen IUCN kategoriserar arten som livskraftig (LC).

## Namn
Fågeln kallades tidigare nordlig markduva, men har tilldelats nytt namn för att skilja från de ej närbesläktade markduvorna i Gallicolumba och Alopecoenas.